# 章諍
章諍（15世紀—16世紀），字直言，南直隸安慶府太湖縣人，明朝政治人物。

## 生平
章諍是弘治十一年（1498年）戊午科應天鄉試舉人，授寧海知州，為政廉明平易，當時流寇作亂，他修築城池、準備兵器防禦，正德七年（1512年）賊人兵臨城下焚燒東門，衛掌印指揮王瀛打算棄城逃走，他按劍大喝：「今日誓言俱死於此。你為何敢離去？」王瀛害怕不再離去，軍心定下而擊退賊人，城池保完，人民於州署前立碑紀念；正德十三年（1518年）調任全州知州，不騷擾人民而得民心，陞轉廉州同知，山谷人民拿著雞米爭著求見，入南京擔任應天府治中，廉州人民哭送者多得塞住路途，不久去世，他歷官三十多年，去世時家中沒有多餘財產，妻子需借貸治喪。

## 引用
1. 1 2  民國《太湖縣志·卷二十·人物志》：章諍，字直言，舉人，正德間知甯海州，土寇方熾，修城池為備，寇薄城下焚東門，指揮王瀛欲棄城走，諍按劒叱之，眾遂定，督兵奮擊賊遁去；調全州，和平無擾，尤得士心，轉廉州府同知，山谷細民爭持雞米求見，入為應天府治中，哭送者塞途，厯官三十年，卒之日家無餘貲，妻孥稱貸以治後事。 一統志、山東名宦、廣西通志
2. ↑  民國《太湖縣志·卷十七·選舉志一》：舉人……宏治十一年戊午科……章諍 官應天府治中，有傳
3. ↑  同治《寧海州志·卷十二·職官志》：章諍 字直言，安徽太湖縣舉人，正德六年任，廉明平易，修舊起廢皆有成績，時大夥流賊猖獗，諍葺城浚池、嚴武備以待之，壬申寇至，直薄城下焚東門勢甚危，衛掌印指揮王瀛欲棄城走，諍按劍曰：「今日誓俱死此。汝何敢走？」瀛懼而止，眾志遂定，乃相與奮力擊賊，賊始却，城賴以完，去後邑人思之，於州署前立碑頌其德。
4. ↑  嘉慶《全州志·卷八·人物上》：章諍，直隷太湖舉人，正德十三年知全州，六年和平無擾，民咸安業，尤得士心，轉廉州府同知，山谷細民爭持雞米求見，哭送者塞於途，入為應天府治中，尋卒，居官二十年囊無餘貲。 舊志